# Joey Baron

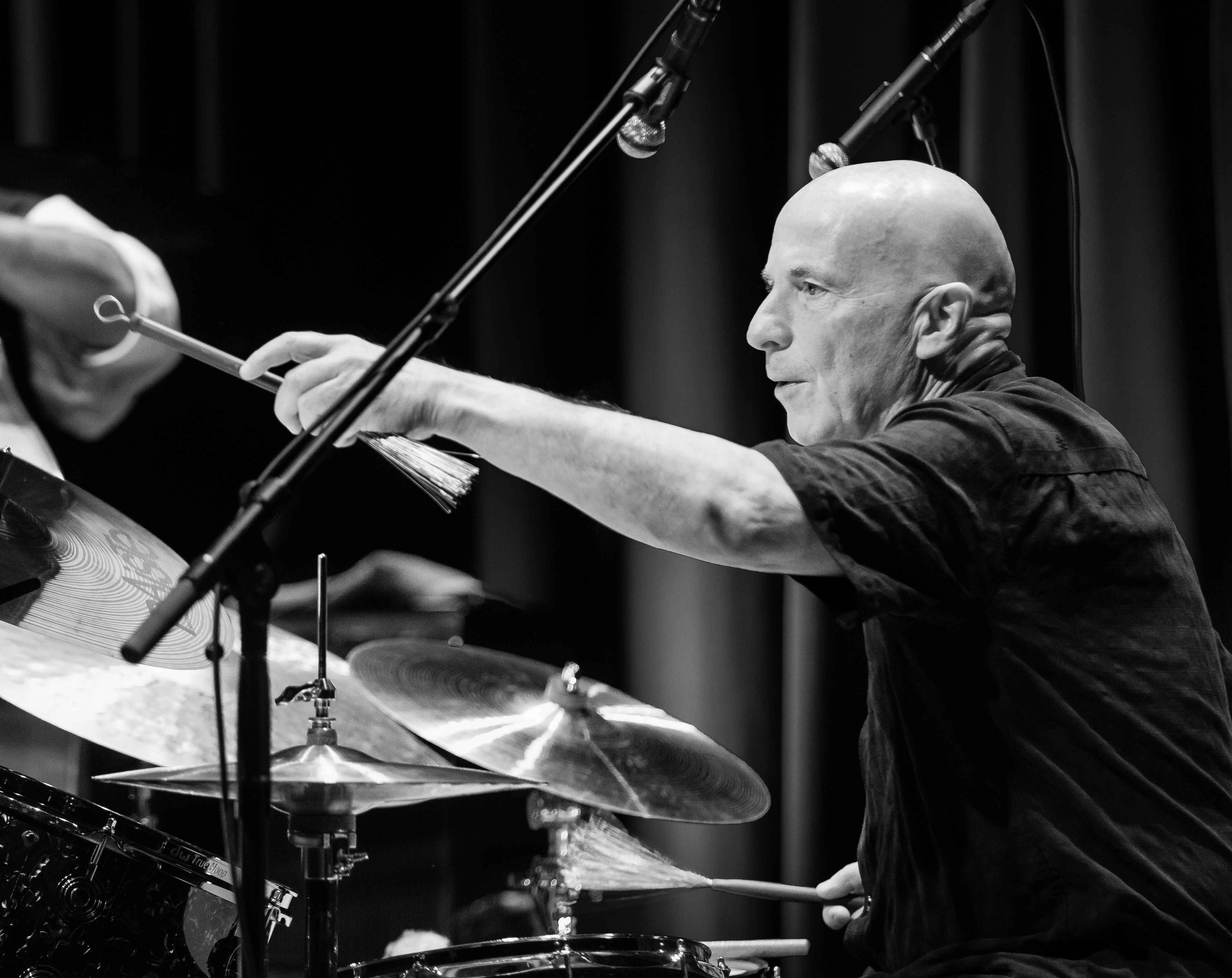
Joey Baron auf der Bühne in Munch, Oslo 2023
Foto von Tore Sætre

Joey Baron (* 26. Juni 1955 in Richmond, Virginia) ist ein US-amerikanischer Schlagzeuger und Komponist des Avantgarde Jazz.

## Leben
Joey Baron arbeitete mit Marianne Faithfull, Bill Frisell, Stan Getz und John Zorn (Masada: Alef, 1994). Außerdem spielte er mit dem Los Angeles Philharmonic Orchestra, Tony Bennett, Carmen McRae, Laurie Anderson, John Scofield, Al Jarreau, Jim Hall (Uniquities), Eric Vloeimans, Dizzy Gillespie, Art Pepper, John Abercrombie, Tim Berne und Herb Robertson (Transparency, 1985 und Shades of Bud Powell, 1988). Neben seinen Sideman-Auftritten spielte Baron in eigenen Formationen, wie mit der „Down Home Group“ (mit Arthur Blythe, Ron Carter und Bill Frisell), Barondown und Killer Joey. In seinen Solo-Projekten ist Joey Baron von den harmolodischen Ansätzen von Ornette Coleman beeinflusst, zusätzlich verarbeitet er Elemente afroamerikanischer Musik, Hiphop und des Free Jazz. Joey Baron hat einen Auftritt in dem Dokumentarfilm über Fred Frith Step Across the Border von Nicolas Humbert und Werner Penzel.

## Auswahldiskographie
- 1988 – Miniature (JMT) mit Tim Berne, Hank Roberts
- 1991 – Live (JMT) mit Bill Frisell und Kermit Driscoll
- 1991 – Tongue In Groove (JMT) mit Steve Swell, Ellery Eskelin
- 1991 – RA Isedpleasuredot (JMT) (dto.)
- 1997 – Down Home (Intuition) mit Arthur Blythe, Bill Frisell, Ron Carter
- 2000 – We’ll Soon Find Out (Intuition)
- 2016 – Streams (EMC), mit Jakob Bro und Thomas Morgan
- 2018 – Live! (Intakt), mit Irène Schweizer
- 2018 – Joe Lovano/Dave Douglas Soundprints: Scandal (Greenleaf)
- 2019 – Mixmonk (Universal), mit Bram De Looze und Robin Verheyen
- 2021 – Joe Lovano/Dave Douglas Soundprints: Other Worlds (Greenleaf Music)